# Adolf Fischhof

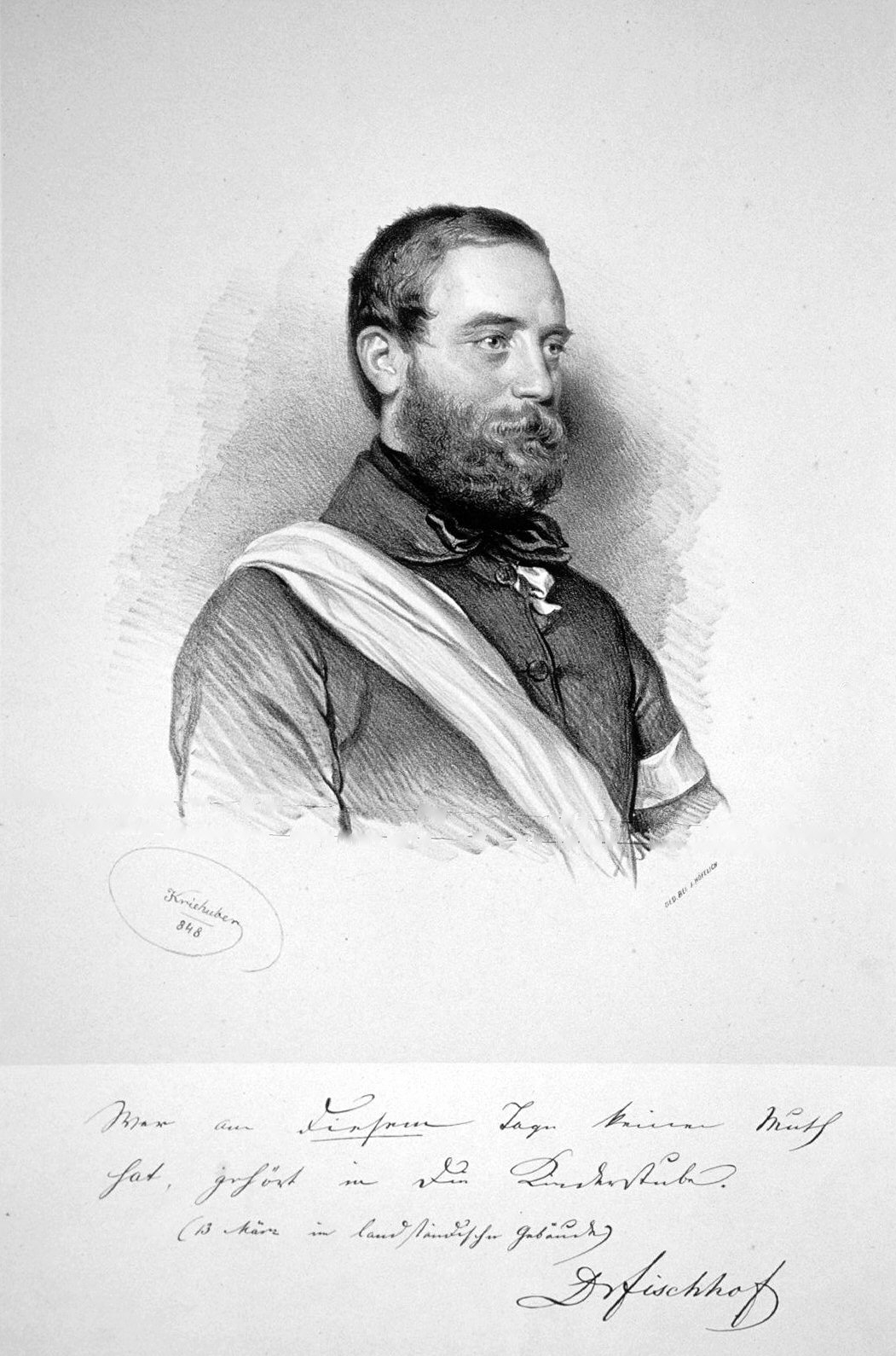
Adolf Fischhof, Lithographie von Josef Kriehuber, 1848.

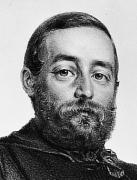
Adolf Fischhof (1816–1893); Lithographie von Strixner

Adolf Ephraim Fischhof (* 8. Dezember 1816 in Ofen (Budapest); † 23. März 1893 in Emmersdorf, heute Teil von Klagenfurt) war österreichischer Arzt und liberaler Politiker.

## Leben und Wirken
Adolf Fischhof, Sohn wenig begüterter jüdischer Eltern, besuchte in Pest das Gymnasium, wo er mit Glaubensgenossen auf der „Judenbank“ saß, und studierte 1836 bis 1844 in Wien Medizin. Als junger Arzt beteiligte er sich an der Märzrevolution. Seine Rede über Pressefreiheit im Hof des Niederösterreichischen Landhauses in der Wiener Herrengasse am 13. März gilt als Anstoß der Wiener Märzrevolution 1848. Er vertrat nicht nur die liberalen Forderungen der Revolution, sondern wandte sich schon zu diesem Zeitpunkt dem bestimmenden Thema seiner politischen Aktivität zu: dem Ausgleich zwischen den Nationalitäten des habsburgischen Vielvölkerstaats. Noch im März 1848 wurde er vom Medizinerkorps der akademischen Legion, der organisierten revolutionären Studentenschaft, zum Kommandanten gewählt, war Mitglied des politischen Zentralkomitees und Präsident des Sicherheitsausschusses. Später vertrat er den Wiener Bezirk Matzleinsdorf im konstituierenden Reichstag. In dieser Versammlung und in deren Verfassungsausschuss spielte er eine herausragende Rolle. Am Ausarbeiten des Verfassungsentwurfs von 25. April 1848 war er maßgeblich beteiligt.
Vom liberalen Ministerium Anton von Doblhoff-Dier wurde Fischhof als Ministerialrat ins Ministerium des Innern berufen. Diesen Posten behielt er bis zum Oktober 1848. Bei Auflösung des Reichstags von Kremsier 7. März 1849 wurde Fischhof verhaftet, des Aufruhrs und Hochverrats angeklagt, nach fast neunmonatiger Untersuchungshaft jedoch mangels an Beweisen freigesprochen.
Fischhof widmete sich anschließend der ärztlichen Praxis. Nachdem die politische Landschaft wieder liberaler geworden war, veröffentlichte er im März 1861 gemeinsam mit dem späteren Minister Joseph Unger die Schrift Zur Lösung der ungarischen Fragen, in der der Dualismus befürwortet wurde, und nach dem Deutschen Krieg 1866 die patriotisch gehaltene, gegen die Entmutigung ankämpfende Broschüre Ein Blick auf Österreichs Lage. Ende 1869 publizierte er Österreich und die Bürgschaften seines Bestandes, worin er einen föderalistischen Staatsaufbau empfahl. In seinen verschiedenen Denkschriften entwarf er den Vorschlag eines Systems von „Kurien“, die sich jeweils um die kulturellen und Sprachangelegenheiten der einzelnen Nationen kümmern sollten, sowie nationale Schiedsgerichte und eine Gesetzgebung, die die verschiedenen Sprachen gleichberechtigt, wenn auch unter Beibehaltung des Deutschen als Staatssprache, behandeln sollte. Zudem setzte er sich für das allgemeine und gleiche Wahlrecht ein.
Bereits 1867 hatte Fischhof durch eine Amnestie sämtliche Bürgerrechte zurückerhalten, sein weises Urteil wurde hoch geschätzt, führende Staatsmänner ließen sich von ihm beraten, doch lehnte er 1870 einen Ministerposten unter Alfred Józef Potocki ab, „dies schon darum, weil er um diesen Preis hätte sein Judentum abschwören müssen“.
Aus Gesundheitsgründen gab er seine politische und medizinische Arbeit schließlich auf und zog sich 1875 mit seinem Bruder Simon auf ein bescheidenes Landhaus, den Koglhof, in Emmersdorf in der Nähe von Klagenfurt zurück, wo er die Dorfbewohner kostenlos medizinisch betreute, „ein Freund und Berater allen denen, die bei ihm, dem berühmten Arzt und edlen Menschen, Hilfe suchten. Nie nahm er einen Heller für seinen ärztlichen Beistand, vielmehr erschien er in der ärmlichen Bauernhütte mit Labung und Trostesworten für den Patienten,“ wie der Rabbiner und Reichsratsabgeordnete Joseph Samuel Bloch in seinen Lebenserinnerungen berichtet.
Drei Jahre darauf kam es hier im Hause des „Weisen von Emmersdorf“ und in seiner von František Ladislav (Franz Ladislaus) Rieger als dem Vertreter der tschechischen Liberalen ausdrücklich ausbedungenen Anwesenheit zu Gesprächen zwischen Rieger und Michael Etienne, dem Mitbegründer und Herausgeber der Neuen Freien Presse, als  einem prominenten Vertreter der  Deutschliberalen,  Beratungen, denen auch Alexander Scharf, der Begründer und Herausgeber der Wiener Sonn- und Montagszeitung beiwohnte.
Nach dem erfolgten Österreichisch-Ungarischen Ausgleich von 1867 zielte das „Emmersdorfer Memorandum“, das aus diesen Beratungen hervorging, nun auch auf einen Ausgleich zwischen Deutschen und Tschechen in der Monarchie ab und zeichnete, ohne auf Details und juristische Feinheiten einzugehen, die Richtlinien für eine künftige Versöhnungspolitik vor, blieb aber infolge der völlig zentralistisch ausgerichteten deutschliberalen Abgeordneten, die Etienne nicht für eine Politik des nationalen Entgegenkommens zu gewinnen vermochte, erfolglos.

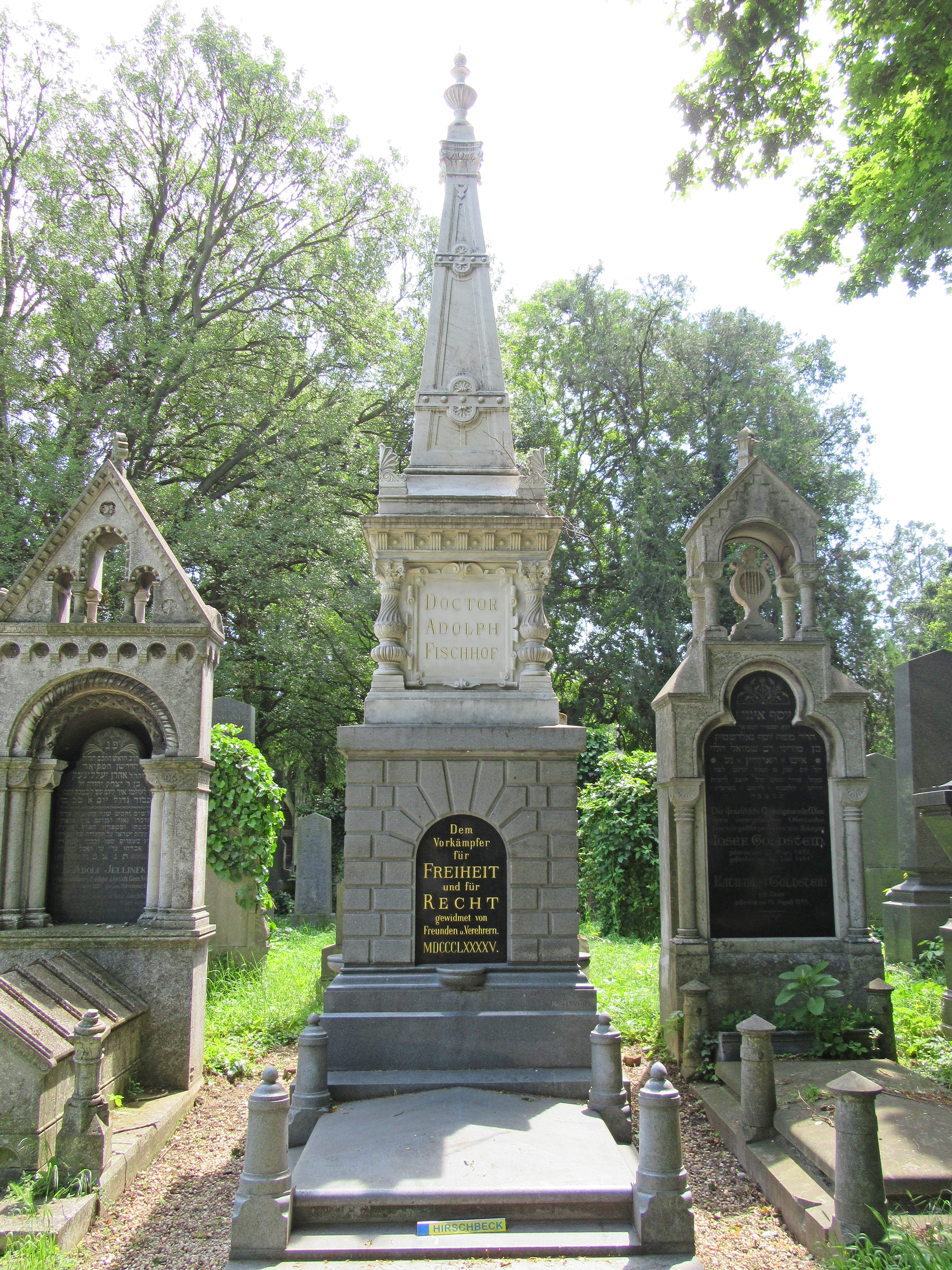
Grab (seit 2012: Ehrengrab) von Adolf Fischhof auf dem Wiener Zentralfriedhof; Denkmal: Max Fleischer

Nach dieser Enttäuschung betrat Fischhof erst 1882 nochmals die politische Arena, indem er zusammen mit Robert von Walterskirchen (1839–1920) eine deutsche Volkspartei zu gründen versuchte, die in der Nationalitätenfrage eine kompromissbereitere Stellung als die zentralistischen Deutschliberalen einnehmen und eine Koalition sämtlicher liberaler Elemente herstellen sollte. Seine diesbezügliche Rede im Wiener Musikvereinssaal wurde in der Klagenfurter Zeitung vom 21. bis 23. Juli 1882 abgedruckt. Die Parteibildung scheiterte jedoch an dem Widerstand der Verfassungspartei, worauf sich Fischhof endgültig aus der Politik zurückzog. Als er elf Jahre später starb, läuteten alle Kirchenglocken von Emmersdorf, und nach seiner Aufbahrung im israelitischen Bethaus in Klagenfurt begleitete eine große Zahl von Trauergästen seinen Sarg zum Klagenfurter Hauptbahnhof, denn auf seinen Wunsch hin wurde Fischhof dann am 28. März 1893 in der israelitischen Abteilung des Wiener Zentralfriedhofs bestattet.
Aus Anlass des ersten Todestages wurde durch den Neffen Jacques Fischer (1858–1896), Jurist und Direktor der österreichischen Disconto-Gesellschaft, eine von Franz Xaver Pawlik (1865–1906) gestaltete Gedenkmünze aufgelegt, deren Verkaufserlös ein würdiges Grabdenkmal finanzieren sollte. Nach erfolgreicher Subskription wurde am 15. November 1895 das von Architekt Max Fleischer (1841–1905) gestaltete Monument in Anwesenheit von etwa 450 Teilnehmern feierlich enthüllt. Redner waren (hinter Architekt Fleischer): Eduard Suess (1831–1914), Abgeordneter zum Reichstag, Michael von Matscheko (1832–1897), ehemaliger Angehöriger der Akademischen Legion (1848), Alfred Stern (1831–1918), Israelitische Kultusgemeinde (Übernehmerin des Denkmals), Isidor Schalit (1871–1954), akademische Studentenverbindung Kadimah, sowie Konstantin Noske (1848–1920), Vereinigte Deutsche Linke.
Unmittelbar nach dem Ableben Fischhofs wurde im Wiener Gemeinderat zugunsten der Widmung eines städtischen Ehrengrabs interveniert, ein Bemühen, das 120 Jahre lang ohne Erfolg blieb: Widmungsgemäß war für Gräber der israelitischen Abteilung des Zentralfriedhofs kein Ehrengrabstatus vorgesehen. Die Zuerkennung eines Ehrengrabs für einen Verstorbenen jüdischer Konfession hätte bedurft, dass die Nachfahren des zu Bestattenden eine Grabstelle im katholischen Bereich zu akzeptieren bereit gewesen wären. Fischhofs Nachkommen waren sich der in einem solchen Fall aufkommenden öffentlichen Diskussion bewusst und erklärten ihren Wunsch, dass der Verstorbene in seiner Grabstelle auch ohne Ehrengrabstatus verbleiben möge. Das Ehrengrab zugunsten von Fischhof verwirklichte sich letztlich 2012, als die Gemeinde Wien alle in Frage kommenden israelitischen Gräber zu Ehrengräbern erklärte und die entsprechende Obsorge zusicherte.
Das Grab von Adolf Fischhof befindet sich bei Tor 1, Gruppe 5b, Reihe 1, Nr. 3. Der Grabstein trägt den bedeutungsvollsten Satz aus seiner großen Revolutionsrede in der Wiener Herrengasse mitsamt deren Datum:

„Eine übelberathene Staatskunst hat die Völker Österreichs bisher auseinandergehalten;

sie müßen sich jetzt brüderlich zusammenfinden u. ihre Kräfte durch Vereinigung erhöhen.

13. März 1848“

Im Jahr 1979 wurde in Wien-Favoriten (10. Bezirk) die Fischhofgasse nach ihm benannt, in Klagenfurt-Emmersdorf trägt die Dr.-Fischhof-Straße seit 1992 seinen Namen.

## Schriften
- Ein Blick Auf Oesterreichs Lage. Sendschreiben an die Redaction des „Telegraf“, Wallishausser, Wien 1866, (Google eBook); Neuauflage: Kessinger Publishing, LLC, 2010, ISBN 1-168-31047-4
- Österreich und die Bürgschaften seines Bestandes, Wallishausser (Josef Klemm), Wien 1869 Google books
- Der österreichische Sprachzwist. Ein Wort aus Anlass der diesjährigen historischen Gedenktage an seine Mitbürger gerichtet, Manz, Wien 1888 (Google books: Passagen)